# XXXIII. Armeekorps (Wehrmacht)
Das Höhere Kommando z. b. V. XXXIII, später XXXIII. Armeekorps war ein Großverband des Heeres der deutschen Wehrmacht im Zweiten Weltkrieg.

## Geschichte
Das Höhere Kommando z. b. V. XXXIII ging nach dem Angriffskrieg gegen Polen am 18. Oktober 1939 aus dem Grenzschutz-Abschnittkommando 3 (Oppeln) hervor. Es wurde zunächst bei der 6. Armee am Niederrhein eingesetzt, im März 1940 dann aber an den Oberrhein zur Heeresgruppe C verlegt, wo es der 7. Armee unterstand. Gegen Ende des Westfeldzugs führte das Kommando eine Operation zur Einnahme von Mülhausen aus, daran  beteiligt waren die 213., 239., 554. und 556. Infanterie-Division. Nach dem Waffenstillstand mit Frankreich war es zeitweise im Raum Dijon stationiert.
Im August 1940 wurde das Kommando zusammen mit dem Höheren Kommando XXXVI nach Norwegen verlegt, wo es als „Territorialbefehlshaber Mittelnorwegen“ mit Hauptquartier in Trondheim Besatzungsaufgaben und die dort stehende 196. und 181. Infanterie-Division übernahm. Eine weitere wichtige Aufgabe war der Ausbau von Befestigungen des Atlantikwalls. Am 23. Januar 1943 erfolgte die Umbenennung in XXXIII. Armeekorps, zugeteilt waren zu diesem Zeitpunkt zusätzlich die 702. Infanterie-Division. Das Korps war von Aufstellung bis zum Kriegsende in keine Kriegshandlungen oder Gefechte verwickelt. Vorgesetzte Dienststelle war bis zu seiner Auflösung das Armeeoberkommando Norwegen/Wehrmachtbefehlshaber Norwegen, ab Dezember 1944 das Gebirgs-AOK 20.

## Unterstellte Verbände
Unterstellt waren dem Höheren Kommando in Norwegen anfangs die 181. und 196. Infanterie-Division, ab Mitte 1942 auch die 702. Infanterie-Division. Im Sommer 1943 kam die 14. Luftwaffen-Felddivision hinzu, im September 1943 die nach der Vernichtung in Stalingrad neuaufgestellte 295. Infanterie-Division als Ersatz für die 181. Infanterie-Division. Mit letzter Gliederung vom 1. März 1945 unterstanden dem Korps die 199., 295. und 702. Infanterie-Division sowie die 14. Luftwaffen-Felddivision.
Korpstruppen waren die Korps-Nachrichten-Abteilung 433 sowie der Kommandeur der Korps-Nachschubtruppen 433. Hierzu kam später noch das Feldersatz-Bataillon XXXIII.

## Personen

### Kommandierende Generale
| Dienstgrad             | Name                            | Datum                                    |
| ---------------------- | ------------------------------- | ---------------------------------------- |
| General der Kavallerie | Georg Brandt                    | 13. Oktober 1939 bis 30. April 1942      |
| General der Infanterie | Walther Fischer von Weikersthal | 30. April bis 15. Juni 1942              |
| General der Artillerie | Erwin Engelbrecht               | 15. Juni 1942 bis 25. Dezember 1943      |
| General der Infanterie | Ludwig Wolff                    | 25. Dezember 1943 bis 10. August 1944    |
| General der Kavallerie | Karl-Erik Köhler                | 10. August 1944 bis 31. März 1945        |
| Generalmajor           | Friedrich von Unger             | 31. März bis 5. April 1945 (m.d.st.F.b.) |
| Generalleutnant        | Friedrich-Wilhelm Neumann       | 5. April bis 8. Mai 1945                 |